# Tonicitat

Efecte de diferents solucions sobre les cèl·lules sanguínies.

Micrografies de la pressió osmòtica sobre els glòbuls rojos.

La tonicitat és una mesura del gradient de la pressió osmòtica (definida com el potencial d'aigua de dues solucions) de dues solucions separades per una membrana semipermeable. Es fa servir de manera comuna quan es descriu la resposta de cèl·lules immerses en una solució externa. Com la pressió osmòtica la tonicitat està influïda només pels soluts que no poden travessar la membrana, ja que només aquests exerceixen una pressió osmòtica. Els soluts capaços de travessar lliurement la membrana no afecten la tonicitat perquè ells sempre estaren en la mateixa concentració als dos costats de la membrana.

## Classificació
Hi ha tres classificacions de la tonicitat que una solució pot tenir en relació amb una altra. Les tres són hipertònica, hipotònica, i isotònica.

### Hipertònica
Una solució hipertònica és aquella que té una concentració més gran de substància que la que es troba en les mateixes cèl·lules. Quan una cèl·lula s'exposa a una solució hipertònica, l'aigua es dirigirà fora de la cèl·lula i dins la solució que l'envolta. Si les molècules d'aigua continuen la difusió fora de la cèl·lula, faran que la cèl·lula s'arronsi o es creni
. En l'osmoteràpia es fa servir una solució hipertònica. per tractar l'hemorràgia cerebral.

### Hipotònica
Una solució hipotònica és una solució que té menor pressió osmòtica que qualsevol altra solució. Conté menor concentració de soluts impermeables en la banda externa de la membrana. Quan el citoplasma de la cèl·lula es banya en una solució hipotònica l'aigua es dirigirà fora de la solució i dins de la cèl·lula per osomosi. Si les molècules d'aigua continuen la seva difusió dins la cèl·lula causaran que la cèl·lula s'infli fins al punt que pot ocórrer la citòlisi (ruptura).En les cèl·lules vegetals, la cèl·lula no sempre es trenca. Quan es col·loca en una solució hipotònica, la cèl·lula tindrà pressió de turgència i continuarà amb les seves funcions normals.

### Isotònica
Una condició o propietat d'una solució en la qual la seva concentració osmòtica és la mateixa que la concentració de solut d'una altra solució amb la qual es compara. És una concentració en la qual tant l'aigua com les molècules de solut totals és la mateixa en una solució externa com en el contingut dins la cèl·lula. Les molècules d'aigua fan la difusió a través de la membrana plasmàtica en les dues direccions. La taxa de difusió de l'aigua és la mateixa en les dues direccions de manera que la cèl·lula ni guanyarà ni perdrà aigua.

## Efecte en les cèl·lules
En les cèl·lules animals un ambient hipertònic força l'aigua a abandonar la cèl·lula i, per tant, la forma de la cèl·lula es distorsiona i s'arruga, un estat conegut com crenació. En les cèl·lules vegetals l'efecte és més dramàtic. La flexible membrana cel·lular s'allunya de la rígida paret cel·lular,però roman unida a la paretr cel·lular en punts anomenats plasmodesmata. La cèl·lula pren l'aparença d'un coixinet, i el plasmodesmata gairebé deixa de funcionar perquè es contrau— una condició coneguda com a plasmòlisi. En les cèl·lules vegetals els termes isoòonic, hipotònic i hipertònic no es poden usar amb precisió perquè la pressió exercida per la paret cel·lular afecta significativament el punt d'equilibri osmòtic.
Alguns organismes han desenvolupat mètodes complicats d'eludir la hipertonicitat. Per exemple, l'aigua salada és hipertònica per als peixos que hi viuen. Ells necessiten una gran superfície en les seves brànquies en contacte amb aigua de mar per l'intercanvi de gasos, de manera que perden aigua osmòticament cap al mar a partir de les cèl·lules branquials. Responen a la pèrdua d'aigua bevent grans quantitats d'aigua salada, i excretant activament l'excés de sal. Aquest procés es diu osmoregulació.
En un ambient hipotònic, les cèl·lules animals s'inflaran fins que esclatin, en el procés conegut com a citòlisi. Els peixos d'aigua dolça orinen constantment per evitar la citòlisi. Les cèl·lules vegetals tendeixen a resistir-se a esclatar, a causa del reforç de la seva paret cel·lular, que proporciona una efectiva osmolaritat.
En alguns casos de suspensions destinades a una injecció intramuscular, es preferix una solució lleugerament hipotònica per tal d'augmentar la dissolució i absorció del fàrmac mitjançant l'absorció d'aigua dels teixits circumdants.